# Armageddon (aespa 노래)
"Armageddon"은 대한민국의 걸 그룹 Aespa의 첫 정규 음반 동명 음반에 수록된 곡이다. 2024년 5월 27일 SM 엔터테인먼트를 통해 음반의 두 번째 싱글로 발매되었다.

## 배경 및 발매
2024년 4월 22일, SM 엔터테인먼트는 Aespa가 첫 정규 음반 'Armageddon'을 발매할 것이라고 발표했다. 또한 음반에는 두 개의 타이틀곡인 "Supernova"와 "Armageddon"이 수록될 예정이며, 전자는 5월 13일, 후자는 음반과 함께 5월 27일에 발매될 것이라고 발표했다. 5월 10일에는 하이라이트 메들리 티저 영상과 함께 트랙 리스트가 공개되었다. 5월 26일에는 뮤직 비디오 티저가 공개되었다. "Armageddon"은 5월 27일에 음반과 뮤직 비디오와 함께 발매되었다.
9월 20일, ScreaM Records는 iScreaM 시리즈의 33번째 볼륨으로 "Supernova" 리믹스와 함께 Flava D, 2Spade, Mount XLR의 "Armageddon" 리믹스 버전을 발매했다.

## 구성
"Armageddon"은 방혜현이 작사하고, 노 아이덴티티가 작곡 및 편곡에 참여했으며, Ejae, 수민, 153/조움바스의 웨이커가 작곡에 참여했다. "강렬한 신시사이저 베이스 리듬"을 특징으로 하는 "올드스쿨하고 트렌디한" 힙합 댄스곡으로 묘사되며, "오직 나만이 나를 정의할 수 있다"는 메시지를 담고 있다. "Armageddon"은 가장조로 작곡되었으며, 템포는 분당 92박자이다.

## 홍보
Armageddon 발매에 앞서 2024년 5월 27일 Aespa는 YouTube, TikTok, Weverse에서 "Aespa 'Armageddon' 카운트다운 라이브"라는 제목의 라이브 이벤트를 개최하여 음반과 "Armageddon"을 포함한 트랙을 소개하고 팬덤과 소통하는 시간을 가졌다. 이후 5월 30일 Mnet의 엠카운트다운 한 음악 프로그램에 출연했다.

## 수상
| 시상식                      | 연도 | 부문                        | 결과 | Ref.          |
| --------------------------- | ---- | --------------------------- | ---- | ------------- |
| Asian Pop Music Awards      | 2024 | 베스트 댄스 퍼포먼스 (해외) | 후보 | [ 10 ] [ 11 ] |
| Asian Pop Music Awards      | 2024 | 올해의 레코드 (해외)        | 후보 | [ 10 ] [ 11 ] |
| MAMA 어워즈                 | 2024 | 베스트 뮤직 비디오          | 수상 | [ 12 ]        |
| MAMA 어워즈                 | 2024 | 올해의 노래                 | 후보 | [ 13 ]        |
| MTV 비디오 뮤직 어워즈 재팬 | 2025 | 베스트 K-팝 비디오          | 수상 | [ 14 ]        |

| 프로그램     | 날짜                                                    | Ref.   |
| ------------ | ------------------------------------------------------- | ------ |
| M 카운트다운 | 틀:Dts 오류: 'June 6, 2024'는 유효하지 않은 날짜입니다  | [ 15 ] |
| M 카운트다운 | 틀:Dts 오류: 'June 13, 2024'는 유효하지 않은 날짜입니다 | [ 15 ] |
| M 카운트다운 | 2024년 6월 20일                                         | [ 16 ] |
| 쇼 챔피언    | 틀:Dts 오류: 'June 5, 2024'는 유효하지 않은 날짜입니다  | [ 17 ] |

## 곡 목록
- 디지털 다운로드 및 스트리밍 – iScreaM Vol.33: Supernova / Armageddon Remixes

1. "Supernova" (Grimes 리믹스) – 3:47
2. "Armageddon" (Flava D 리믹스) – 4:07
3. "Armageddon" (2Spade 리믹스) – 3:08
4. "Armageddon" (Mount XLR 리믹스) – 3:16
5. "Supernova" – 2:58
6. "Armageddon" – 3:16

## 크레딧
음반 라이너 노트에서 발췌한 크레딧.
스튜디오
- SM 웨이블릿 스튜디오 – 레코딩
- SM 드롭릿 스튜디오 – 레코딩, 디지털 편집, 믹스 엔지니어링
- SM 블루 오션 스튜디오 – 믹싱
- 821 사운드 – 마스터링

인력
- SM 엔터테인먼트 – 총괄 프로듀서
- Aespa – 보컬, 백 보컬
- 방혜현 – 가사
- Ejae – 작곡, 백 보컬
- 수민 – 작곡, 백 보컬
- Waker (153/Joombas) – 작곡, 피아노, 프로그래밍
- No Identity – 작곡, 편곡, 베이스, 드럼, 피아노, 신시사이저, 프로그래밍
- Maxx Song – 보컬 디렉팅
- 강은지 – 레코딩
- 김주현 – 레코딩, 디지털 편집, 믹스 엔지니어링
- 김철순 – 믹싱
- 권남우 – 마스터링

## 차트
| 차트 (2024)                        | 최고 순위 |
| ---------------------------------- | --------- |
| 빌보드 글로벌 200 (《빌보드》)     | 28        |
| 홍콩 (빌보드)                      | 9         |
| 인도네시아 (ASIRI)                 | 11        |
| 인도네시아 (빌보드)                | 8         |
| 일본 (재팬 핫 100)                 | 63        |
| 일본 스트리밍 (오리콘)             | 41        |
| 말레이시아 (빌보드)                | 6         |
| 말레이시아 국제 (RIM)              | 5         |
| 네덜란드 (글로벌 탑 40)            | 29        |
| 뉴질랜드 핫 싱글 (RMNZ)            | 24        |
| 필리핀 (필리핀 핫 100)             | 85        |
| 싱가포르 (RIAS)                    | 8         |
| 대한민국 (써클)                    | 4         |
| 대만 (빌보드)                      | 6         |
| 영국 다운로드 (오피셜 차트 컴퍼니) | 20        |
| 영국 싱글 판매 (OCC)               | 21        |

| 차트 (2024)     | 순위 |
| --------------- | ---- |
| 대한민국 (써클) | 4    |

| 차트 (2024)                 | 순위 |
| --------------------------- | ---- |
| 글로벌 (미국 제외) (빌보드) | 169  |
| 대한민국 (써클)             | 29   |
| 대만 (히트 FM)              | 25   |

## 인증
| 국가                               | 인증     | 판매량/출하량 |
| ---------------------------------- | -------- | ------------- |
| 브라질 (Pro-Música Brasil)         | 플래티넘 | 40,000        |
| 판매량+스트리밍을 기반으로 한 인증 |          |               |

## 발매 역사
| 지역      | 날짜            | 포맷                     | 버전     | 레이블           |
| --------- | --------------- | ------------------------ | -------- | ---------------- |
| 여러 국가 | 2024년 5월 27일 | 디지털 다운로드 스트리밍 | 오리지널 | SM 카카오        |
| 여러 국가 | 2024년 9월 20일 | 디지털 다운로드 스트리밍 | 리믹스   | 스크림 SM 카카오 |